# Quel sorriso in volto
Quel sorriso in volto è un singolo del gruppo italiano Modà, pubblicato il 21 giugno 2019 come primo estratto dal settimo album in studio Testa o croce.

## La canzone
Il testo è ispirato alla storia d'amore di una coppia realmente conosciuta dall'autore Kekko Silvestre, due persone sofferenti per una malattia mentale ricoverati in una clinica di Cernusco sul Naviglio, che quando uscivano assieme vestivano sempre con abiti da sposi e venivano incontrati dal cantante mentre era in città per visitare la casa dei genitori.

## Video musicale
Il videoclip, diretto da Matteo Alberti e Fabrizio De Matteis, è stato girato nel deserto di Tabernas e in seguito pubblicato il 25 giugno 2019 sul canale YouTube del gruppo e vede la partecipazione dell'attrice Clarissa Tami.

## Classifiche
| Classifica (2019) | Posizione massima |
| ----------------- | ----------------- |
| Italia            | 72                |